# Цзянсу-Чжэцзянская война
Цзянсу-Чжэцзянская война (кит. 江浙战争), также известная как Война между Ци и Лу (кит. 齐卢战争) — боевые действия между военным губернатором провинции Цзянсу Ци Сеюанем и военным губернатором провинции Чжэцзян Лу Юнсяном, проходившие осенью 1924 года.

## Предыстория
Самый богатый город Китая, Шанхай, исторически принадлежавший Цзянсу, находился под властью губернатора провинции Чжэцзян Лу Юнсяна из Аньхойской клики милитаристов. Но Лу Юнсян все больше противостоял своему союзника в Цзянсу Ци Сеюаню, который поддерживал Чжилийскую клику.
Соответственно, Пекинское правительство, которое в 1924 году контролировала Чжилийская клика, было практически лишено возможности собирать таможенные пошлины и контролировать железные дороги, проходящие через Шанхай. Важным фактором являлась и нелегальная торговля опиумом, на доходы от которой содержались армии. В конце лета 1924 года Ци Сеюань выпустил манифест, в котором объявил Лу Юнсяна в незаконном наращивании вооружений и сепаратистских настроениях и вместе с союзниками — Сунь Чуаньфаном из провинции Фуцзянь и Чжан Вэньшэном из провинции Аньхой — готовился начать наступление на Лу Юнсяна.

## Боевые действия
Лу Юнсян был проинформирован о военных приготовлениях бывшего союзника. Он также знал, что Сунь Ятсен поручился за защиту аньхойской клики. С этой поддержкой Лу Юнсян начал войну. 3 сентября 1924 года он напал на Шанхай врасплох и захватил все районы города, включая порт, за исключением иностранных концессий. 
Но Ци Сеян вскоре организовал оборону своей провинции и вступил в союз с Сунь Чуаньфаном, генералом 4-й армии Чжилийской клики, базировавшейся в провинции Фуцзянь. С этих пор Лу Юнсян оказался под ударом на двух противоположных фронтах с севера и юга. Он надеялся на прибытие подкреплений, привезенных Сунь Ятсеном, который отправился к нему из Гуандуна. 
Сунь Ятсен лично повел свою армию на север, чтобы остановить войска Сунь Чуаньфана и помешать ему присоединиться к северному фронту. Но в Гуанчжоу вспыхнуло восстание, подстрекаемое Чэнь Цзюнмином. Поэтому Сунь Ятсен был вынужден прекратить наступление и повернуть назад, чтобы восстановить свою власть в Гуандуне.
С отступлением Сунь Ятсена Сунь Чуаньфан получил свободу действий и захватил весь Чжэцзян и Шанхай. Потерпев полное поражение от Ци Сеяна и Сунь Чуаньфана, Лу Юнсян 13 октября 1924 года был вынужден бежать в Нагасаки, в Японии. Вместо него Сунь Чуанфан был назначен военным губернатором, и Чжэцзян попал под контроль Чжилийской клики.

## Последствия
Победа в войне привела к росту самоуверенности Чжилийской клики, в результате чего она оказалась практически не готовой к следующей междоусобной войне.